# Олулу, Джон
Джон Олулу (англ. John Olulu; 20 мая 1944, Мбузиа, Китуи — 17 марта 1972, Кибиригви, Центральная провинция) — кенийский боксёр, представитель полусредних весовых категорий. Выступал за национальную сборную Кении по боксу в 1960-х годах, серебряный призёр Игр Содружества, чемпион Всеафриканских игр, участник двух летних Олимпийских игр.

## Биография
Джон Олулу родился 20 мая 1944 года в городе Китуи Восточной провинции Кении.
Первого серьёзного успеха на взрослом международном уровне добился в сезоне 1964 года, когда вошёл в основной состав кенийской национальной сборной и побывал на чемпионате Африки в Аккре, откуда привёз награду серебряного достоинства, выигранную в первом полусреднем весе — в решающем финальном поединке его остановил местный ганский боксёр Эдди Блэй. Благодаря череде удачных выступлений удостоился права защищать честь страны на летних Олимпийских играх в Токио — в категории до 63,5 кг благополучно прошёл первого соперника по турнирной сетке мексиканца Эдуардо Сасуэту, тогда как во втором бою в 1/16 финала единогласным решением судей потерпел поражение от представителя Чехословакии Владимира Кучера и выбыл из борьбы за медали.
В 1965 году в первой полусредней весовой категории одержал победу на впервые проводившихся Всеафриканских играх в Браззавиле.
В 1966 году боксировал на Играх Британской империи и Содружества наций в Кингстоне, где в четвертьфинале проиграл угандийцу Алексу Одиамбо.
Находясь в числе лидеров боксёрской команды Кении, прошёл отбор на Олимпийские игры 1968 года в Мехико — на сей раз уже в стартовом поединке категории до 63,5 кг раздельным судейским решением потерпел поражение от финна Арто Нильссона, который в итоге стал бронзовым призёром этого олимпийского турнира.
После Олимпиады Олулу ещё в течение некоторого времени оставался в составе кенийской национальной сборной и продолжал принимать участие в крупнейших международных турнирах. Так, в 1970 году в полусреднем весе он завоевал серебряную медаль на Играх Содружества в Эдинбурге, где в финале его победил боксёр из Ганы Эмма Анкудей.
Погиб в автокатастрофе 17 марта 1972 года недалеко от поселения Кибиригви в возрасте 27 лет.